# Cyclophora circulifera
Cyclophora circulifera är en fjärilsart som beskrevs av Antoine François, comte de Fourcroy 1785. Cyclophora circulifera ingår i släktet Cyclophora och familjen mätare. Inga underarter finns listade i Catalogue of Life.